# تريستان جرافيلا
تريستان جرافيلا (بالإنجليزية: Trystan Gravelle)‏ هو ممثل بريطاني، ولد في 1981 في المملكة المتحدة.

## أعمال

### أفلام
- (2011) أنونيموس[6]

## وصلات خارجية
- تريستان جرافيلا على موقع IMDb (الإنجليزية)
- تريستان جرافيلا على موقع ألو سيني (الفرنسية)
- تريستان جرافيلا على موقع قاعدة بيانات الفيلم (الإنجليزية)
- تريستان جرافيلا على موقع كينوبويسك (الروسية)